# Fumiglobus ampullula
Fumiglobus ampullula är en svampart som först beskrevs av Speg., och fick sitt nu gällande namn av D.R. Reynolds & G.S. Gilbert 2006. Fumiglobus ampullula ingår i släktet Fumiglobus och familjen Capnodiaceae.   Inga underarter finns listade i Catalogue of Life.